# Condell Park
Condell Park est un quartier de la banlieue de Sydney se situant dans la zone d'administration locale de la Ville de Bankstown, dans l'État de Nouvelle-Galles du Sud, en Australie. Elle compte 9 766 habitants en 2006.
Condell Park se trouve à environ 21 kilomètres au sud-ouest du Central business district de Sydney. Il est cerné, au nord par Yagoona, au sud par Revesby, à l'est par Bankstown et à l'ouest par l'aéroport de Bankstown.